# Edgar Oehler
Pour les articles homonymes, voir Oehler.
Edgar Oehler, né à Balgach (Saint Gall) le 2 mars 1942 et mort le 13 mars 2025, est un homme d'affaires et homme politique suisse membre du Conseil national et membre du Parti démocrate-chrétien de 1971 à 1995,,.